# ブライアン・マックナイト
ブライアン・マックナイト（Brian McKnight、1969年6月5日 - ）は、アメリカ合衆国ニューヨーク州バッファロー出身の歌手で作曲家、編曲家、音楽プロデューサー。ピアノ、ギター、ベース、ドラム、パーカッション、トロンボーン、チューバ、フレンチ・ホルン、トランペットといった楽器の演奏もする。

## バイオグラフィ
ニューヨーク州バッファロー生まれ。5人兄弟の末子として音楽一家に育つ。TAKE 6のメンバーであるクロード・マックナイトは兄の一人。幼少時に教会でゴスペルを歌っており、高校時代にはバンドリーダーをしていた。この頃にピアノやギターなどの楽器をマスターしていった。コンピューター関連の大学に就学するが、傍らデモ・テープを作り上げ、いくつものレーベルにデモ・テープを送り、マーキュリー・レコードと契約することとなる。大学は中退している。1992年にセルフタイトル・アルバムでデビュー。以降、プロデュース業も行うようになった。なお、兄クロードはTAKE 6のメンバーの一人が脱退し、メンバー再考の際にデビュー前のブライアンを誘うが、彼は断っている。3枚目のアルバム『エニィタイム』は200万枚以上を売り上げ、グラミー賞にノミネートされた。このアルバムを最後にモータウンに移籍、その第1弾アルバム『バック・アット・ワン』は300万枚以上売り上げた。
彼は多くのミュージシャンと共演しており、ショーン・コムズ、メアリー・J・ブライジ、ヴァネッサ・ウィリアムス、カーク・フランクリン、フォー・リアル、マライア・キャリー、ボーイズIIメン、クリスティーナ・アギレラ、セント・ルナティックス、クインシー・ジョーンズ等が上げられる。
離婚歴あり。前妻との間にもうけた2人の息子たちは、現在では父親のレコーディングを手伝いながら、自らも音楽活動を行っている。
2008年現在はロサンゼルスに在住し、同地のFMラジオ局「KTWV」で朝の番組を担当している。

## ディスコグラフィ

### スタジオ・アルバム
- 『ブライアン・マックナイト』 - Brian McKnight (1992年、Mercury)
- 『アイ・リメンバー・ユー』 - I Remember You (1995年、Mercury)
- 『エニィタイム』 - Anytime (1997年、Mercury)
- 『ベツレヘム』 - Bethlehem (1998年、Motown)
- 『バック・アット・ワン』 - Back at One (1999年、Motown)
- 『Superhero』 - Superhero (2001年、Motown)[4]
- 『U TURN』 - U Turn (2003年、Motown)
- 『ジェミナイ』 - Gemini (2005年、Motown)
- 『10 (テン)』 - Ten (2006年、Warner Bros.)
- 『エヴォリューション・オブ・ア・マン』 - Evolution of a Man (2009年、E1)
- 『ジャスト・ミー』 - Just Me (2011年、E1)
- 『モア・ザン・ワーズ』 - More Than Words (2013年、E1)
- 『ベター』 - Better (2016年、E1)
- Genesis (2017年、E1)[5]
- Exodus (2020年、E1)[5]

### ライブ・アルバム
- An Evening with Brian McKnight (2016年、SoNo)

### コンピレーション・アルバム
- 『フロム・ゼア・トゥ・ヒア〜グレイテスト・ヒッツ』 - From There to Here: 1989–2002 (2002年、Motown)
- Gold (2007年、Hip-O)
- 20th Century Masters: The Millennium Collection - The Best of Brian McKnight (2007年、Motown)
- Ultimate Collection (2009年、Universal Catalog)
- Icon: Love Songs (2011年、Motown)
- 『グレイテスト・ヒッツ』 - Greatest Hits (2014年、E1)

## 参考
- 初稿:英語版at 23:22, 6 April 2007を基に作成。

1. 1 2  “Brian McKnight: Official Fan club Site (Biography)”. Brian McKnight's Official Fan site. 2007年4月28日時点のオリジナルよりアーカイブ。2007年1月8日閲覧。
2. ↑  “BRIAN MCKNIGHT On Fame, Family and Female Fans”. FindArticles.com (2000年7月). 2007年1月8日閲覧。
3. ↑  アルバム『ブライアン・マックナイト』国内版ライナー
4. ↑  "CD REVIEWS: Bif Naked, System Of A Down, Zeke and many more". Chart Attack, September 4, 2001 By: Debbie Bento, Darrin Keene
5. 1 2  Kostanczuk, Bob (2017年5月11日). “McKnight enjoys 'rebirth' with new single, album”. Post-Tribune. 2017年8月25日閲覧。